# Bisbat de Mileto-Nicotera-Tropea

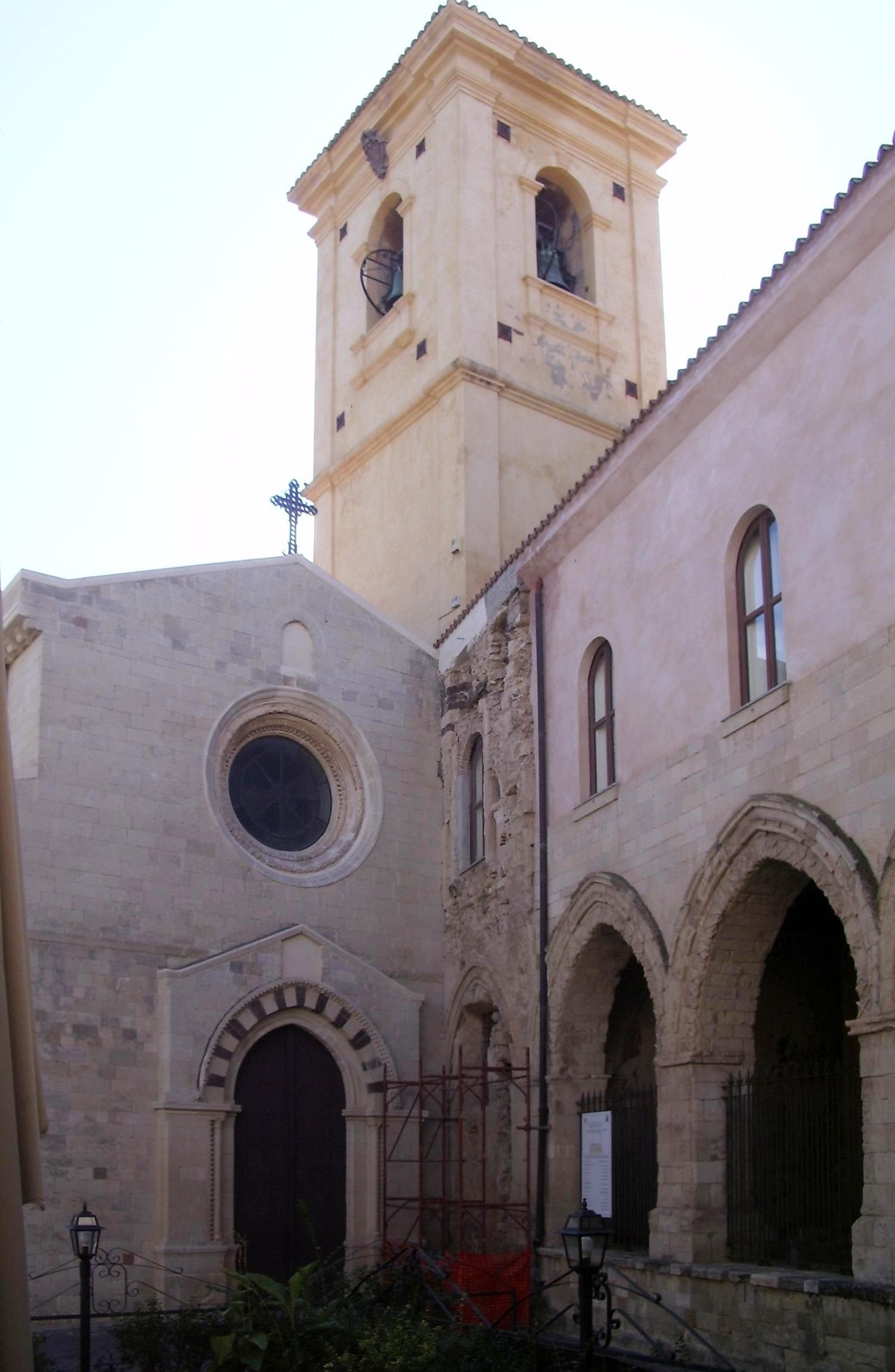
La cocatedral de Tropea

El bisbat de Mileto-Nicotera-Tropea (italià: diocesi di Mileto-Nicotera-Tropea; llatí: Dioecesis Miletensis-Nicotriensis-Tropiensis) és una seu de l'Església catòlica, sufragània de l'arquebisbat de Reggio Calàbria-Bova, que pertany a la regió eclesiàstica Calàbria. El 2004 tenia 160 000 batejats d'un total de 166 000 habitants. Actualment està regida pel bisbe Luigi Renzo.
Els patrons de la diòcesi són Maria Santíssima Assumpta i de Romania i sant Nicolau de Bari

## Territori
La diòcesi comprèn gairebé la totalitat de la província de Vibo Valentia. Limita al nord amb les diòcesis de Oppido Mamertina-Palmi, Lamezia Terme, Locri-Gerace i l'arxidiòcesi de Catanzaro-Squillace.
La seu episcopal és la ciutat de Mileto, on es troba la catedral de Santa Maria Assunta e San Nicola. A Nicotera i a Tropea hi ha les cocatedrals dedicades respectivament a Santa Maria Assunta i a Maria Santissima di Romania.
Dins del territori diocesà també estan les ciutats de Vibo Valentia, Filadelfia, Pizzo Calabro i Soriano Calabro.
El territori s'estén sobre 943 km² i està dividit en 131 parròquies.

## Història

### Tropea
El nom d'un bisbe de Tropea apareix per primera vegada a les actes del sínode romà del 649. La seu mai no s'esmenta en les nombroses cartes de Gregori el Gran qui, d'una forma o una altra, esmenta totes les diòcesis de Calàbria. Tropea, per tant, probablement va esdevenir seu episcopal entre 604, any de la mort del Papa, i el 649.
Segons Louis Duchesne Tropea podria haver substituït la diòcesi de Meria (o Myria), coneguda per les cartes de Gregori el Gran i que es coneix el bisbe Severino, que va morir en 594.
La diòcesi de Tropea s'esmenta a continuació, a la Notitia Episcopatuum elaborada per l'emperador Lleó VI (886-912), que data de principis del segle x (cap al 901-902); apareix entre les seus sufragànies de l'arxidiòcesi de Reggio i romandrà així fins al segle xx.
Alguns historiadors (Cappelletti i Capalbi) creuen que l'antiga seu episcopal d'Amantea, documentada per primera vegada pel ja esmentat Notitia Leonis, es va unir al segle xi a la diòcesi de Tropea. Duchesne en comptes especula que potser Amantea hauria continuat com la diòcesi de Martirano.
Després de l'ocupació normanda de Calàbria, la diòcesi, fins llavors de ritu bizantí, va passar al ritu llatí, però a poc a poc. Giustino va ser el primer bisbe llatí a qui el comte Roger en 1094 va confirmar tots els privilegis i drets de què gaudeixen els bisbes grecs anteriors.
El 27 de juny de 1818 mitjançant la butlla De utiliori del Papa Pius VII Tropea es va unir aeque principaliter a la diòcesi de Nicotera.

### Nicotera
La diòcesi de Nicotera s'esmenta històricament per primera vegada en les cartes del Papa Gregori el Gran. El seu bisbe, Pròcul, va ser suspès del seu càrrec i detingut a Roma per fer penitència (in poenitentiam deputatus); tres anys després, en 599, va tornar a la seu de Calàbria. Després de gairebé dos segles de silenci, tenim el segon bisbe conegut de Nikotéra, Sergio, que va assistir a les reunions del segon Concili de Nicea de 787.
Nicotera se cita a continuació a la Notitia Episcopatuum de l'emperador Lleó VI entre les seus sufragànies de l'arxidiòcesi de Reggio. No obstant això, després Sergio cap altre bisbe assisteix als concilis del segle ix. La seu sembla haver estat suprimidai potser unida a la de Tropea.
La diòcesi va ser erigida novament agost 16 d'agost de 1392, com a sufragània de Reggio. En 1818 va ser unida aeque principaliter a la seu de Tropea. L'11 de juliol de 1973, Vincenzo De Chiara, bisbe de Mileto, també va ser nomenat bisbe de Nicotera i Tropea, unint així in persona episcopi les tres seus calabreses.

### Mileto
Va ser fundada per Roger I d'Hauteville, que va arribar al sud d'Itàlia des de Normandia a l'estela del seu germà Robert Guiscard. Aquest darrer, mitjançant el Pacte de Melfi (1059) va esdevenir vassall del Papa i es va comprometre a portar de tornada a la jurisdicció de Roma l'església de sud. La Diòcesi de Mileto va ser la primera diòcesi a tornar al ritu llatí del sud d'Itàlia. El 1059 Roger va guanyar pel seu germà Robert el castrum romà d'Orient de Milet, que va fortificar i embellit amb palaus i esglésies i va erigir la diòcesi (1073), obtenint la ratificació del Papa Gregori VII amb butlla Supernae miserationis del 4 de febrer de 1081.
El 1086 amb l'anomenada Sigillum Aureum la diòcesi queda dotada de territoris, esglésies, béns i homes. A la diòcesi de Mileto es van agregar la diòcesi de Vibona (1080 aproximadament) i de Tauriana (1086), les esglésies de la qual havien estat destruïdes per les incursions sarraïnes. Aquestes dues diòcesis després de la supressió del ritu llatí, que va tenir lloc el 963 per l'emperador Nicèfor II, havia adoptat el ritu bizantí.
Les unions de Vibona i Tauriana a la nova diòcesi de Mileto van ser validats pel Papa Urbà II el 1093 amb la butlla Potestas ligandi. Amb la mateixa butlla, la diòcesi de Mileto va ser declarada immediatament subjecta a la Santa Seu. El 1098 el Papa, agraint al comte Roger, que havia posat sota l'autoritat de l'església de Roma els territoris sota la influència dels romans d'Orient i dels musulmans, el va nomenar Llegat apostòlic amb la butlla Quia propter prudentiam, donant-li la facultat de nomenar bisbes i abats al Comtat de Calàbria i Sicília.
La diòcesi de Mileto té un dels seminaris més antigues d'Itàlia, fundat el 1440, abans del Concili de Trento (1545-1563). A més, la data de fundació es va celebrar 12 sínodes diocesans.
Des 1717 incorporà el territori que anteriorment constituïa l'Abadia de la Santíssima Trinitat, nullius dioecesis.
El 10 de juny de 1979 amb el decret Quo aptius de la Congregació per als Bisbes, totes les parròquies pertanyien a la diòcesi de Mileto i situades a la província de Reggio Calàbria s'agregaren a la diòcesi d'Oppido. Abans de 1979, la diòcesi de Mileto tenia 123 pobles i 24 vicariats (Mileto, Vibo Valentia, Seminara, Palmi, Pizzo, San Giorgio M., San Gregorio, Soriano, Filadelfia, Anoja, Francavilla, Sinopoli, Melicuccà del Priorato, Francica, Monterosso, Vallelonga, Briatico, Arena, Mesiano, Laureana, Galatro, Rosarno, Parrocchie della Piana di Gioia Tauro, Dinami). Després de l'escissió de les 50 parròquies de la província de Reggio Calàbria, la diòcesi de Mileto, Nicotera i Tropea es dividí en cinc zones pastorals: Mileto, Pizzo, Soriano i Vibo Valentia i, a més de la zona pastoral de Nicotera i Tropea.
El 30 de setembre de 1986, amb el decret Instantibus votis de la Congregació per als Bisbes, les tres seus de Mileto, Nicotera i Tropea, ja unides in persona episcopi des de 1973, es van unir amb la fórmula de plena unione i la nova circumscripció eclesiàstica va rebre el seu nom actual. La nova arxidiòcesi va esdevenir sufragània de l'arxidiòcesi de Reggio Calàbria-Bova.

## Cronologia episcopal

### Bisbes de Mileto
- Arnolfo † (1073 - 1077 mort)
- Diosforo † (1077 - vers 1090 mort)
- Goffredo † (citat el 1094)
- Eberaldo † (citat el 1099)
- Roberto de Parisio † (1101)
- Ugone † (1104)
- Giovanni † (1113)
- Goffredo I † (1119 - 1122)
- Rinaldo † (citat el 1123)
- Stefano † (1139 - 1157)
- Ard... † (1168)
- Anselmo † (1175 - 1179)
- Nicola † (citat el 1198)
- Pietro † (1200 - 1213)
- Ruggiero † (1222)
- Rivibardo † (?)
- Anonimo † (22 d'abril de 1252 - ?)
- Giacomo, O.P. † (1259)
- Domenico † (1279)
- Diodato, O.P. † (1282 - 1286 mort)
- Saba Malaspina † (1286 - 1298 mort)
- Andrea I, O.Cist. † (1298 - 1311 mort)
- Manfredi Giffone † (1311 - 5 de novembre de 1328 mort)
- Goffredo Fazzari † (1328 - 1339 mort)
- Pietro Valeriani † (2 de juliol de 1348 - 1370 mort)
- Tommaso Buccamungellis † (28 de novembre de 1373 - 8 de gener de 1391 mort)
  - Enrico de Solana † (19 de setembre de 1395 - ?) (il·legítim)
- Andrea d'Alagni † (1398 - 1402 mort)
- Corrado Caraccioli † (2 d'octubre de 1402 - 15 de febrer de 1411 mort)
- Astorgio Agnesi † (18 de setembre de 1411 - 15 de febrer de 1413 nomenat bisbe de Ravello)
- Jacopo, O.Cist. † (15 de febrer de 1413 - ? mort)
- Domenico II † (1432 - 1435 mort)
- Antonio Sorbilli † (26 de juliol de 1437 - 1463 mort)
- Cesare Caietano, O.Cist. † (1 d'octubre de 1463 - ? mort)
- Narciso † (25 de juny de 1473 - 1477 mort)
- Antonio de' Pazzi † (26 de febrer de 1477 - 1479 mort)
- Giacomo Della Rovere † (18 d'agost de 1480 - 6 de març de 1504 nomenat bisbe de Savona)
- Francesco Alidosi † (6 de març de 1504 - 26 de març de 1505 nomenat bisbe de Pavia)
- Sisto Franciotti Della Rovere † (1505 - 1508 nomenat bisbe de Camerino)
- Andrea della Valle † (23 de febrer de 1508 - 26 de novembre de 1523 renuncià)
- Quinzio de Rusticis † (26 de novembre de 1523 - 1566 mort)
- Innico d'Avalos d'Aragona, O.S. † (19 d'agost de 1566 - 9 de febrer de 1573 renuncià)
- Giovan Mario De Alessandris † (9 de febrer de 1573 - 21 d'octubre de 1585 nomenat bisbe de San Marco)
- Marco Antonio Del Tufo † (21 d'octubre de 1585 - 1606 mort)
- Giambattista Leni † (4 de juliol de 1608 - 3 d'agost de 1611 nomenat bisbe de Ferrara)
- Felice Centini, O.F.M.Conv. † (31 d'agost de 1611 - 23 de setembre de 1613 nomenat bisbe de Macerata i Tolentino)
- Virgilio Cappone † (13 de novembre de 1613 - 1631 mort)
- Maurizio Centini, O.F.M.Conv. † (12 de maig de 1631 - 14 de novembre de 1639 mort)
- Gregorio Panzani, C.O. † (13 d'agost de 1640 - 1662 mort)
- Diego Castiglione Morelli † (26 de juliol de 1662 - maig de 1680 mort)
- Ottavio Paravicino † (12 de maig de 1681 - setembre de 1695 mort)
- Domenicantonio Bernardini † (18 de juny de 1696 - 11 de gener de 1723 mort)
- Ercole Michele Ajerbi d'Aragona † (12 de maig de 1723 - 27 de setembre de 1734 nomenat arquebisbe, a títol personal, d'Aversa)
- Marcello Filomarini † (27 de setembre de 1734 - 13 de març de 1756 mort)
- Giuseppe Maria Carafa, C.R. † (19 de juliol de 1756 - 7 de setembre de 1786 mort)
- Enrico Capece Minutolo, C.O. † (18 de juny de 1792 - 6 de maig de 1824 mort)
- Vincenzo Maria Armentano, O.P. † (12 de juliol de 1824 - 15 d'agost de 1846 mort)
- Filippo Mincione † (12 d'abril de 1847 - 29 d'abril de 1882 mort)
- Luigi Carvelli † (3 de juliol de 1882 - 1 de juny de 1888 mort)
- Antonio Maria de Lorenzo † (11 de febrer de 1889 - 28 de novembre de 1898 renuncià)
- Giuseppe Morabito † (15 de desembre de 1898 - 4 de juliol de 1922 nomenat arquebisbe titular de Cizico)
- Paolo Albera † (9 de maig de 1924 - 27 d'octubre de 1943 mort)
- Enrico Nicodemo † (22 de gener de 1945 - 11 de novembre de 1952 nomenat arquebisbe de Bari)
- Vincenzo De Chiara † (30 d'abril de 1953 - 5 de març de 1979 jubilat)
- Domenico Tarcisio Cortese, O.F.M. † (15 de juny de 1979 - 30 de setembre de 1986 nomenat bisbe de Mileto-Nicotera-Tropea)

### Bisbes de Tropea
- Giovanni I † (citat el 649)
- Teodoro I † (inicis de 679 - finals de 680)
- Teodoro II † (citat el 787)
- Pietro † (citat el 1050 vers)
- Calocirio Dordiletto † (1066 - 1088)
- Giustino † (citat el 1094)
- Geruzio † (citat el 1155)
- Erveo † (citat el 1157)
- Coridono † (1178 - 1195)
- Orlandino, O.S.B. † (1195 - ?)
- Riccardo I † (inicis de 1200 - setembre de 1216 mort)
- Giovanni II † (1216 - ?)
- Giovanni III † (inicis de 1280 - finals de 1296)
- Arcadio † (citat el 1299)
- Riccardo II † (inicis de 1315 - 1322)
- Roberto † (1322 - 1343 mort)
- Rolandino Malatacchi, O.E.S.A. † (14 de juny de 1357 - 22 de maig de 1390 nomenat bisbe de Giovinazzo)
- Pavo de Griffis † (1390 - vers 1410 mort)
  - Beato Giovanni Dominici, O.P. † (16 de maig de 1410 - 17 de setembre de 1410 renuncià) (administrador apostòlic)
- Niccolò d'Acciapaccio † (17 de setembre de 1410 - 18 de febrer de 1435 nomenat arquebisbe de Càpua)
- Giosuè Mormile † (23 de juliol de 1436 - 1445)
- Pietro Balbi † (27 de desembre de 1465 - 9 de setembre de 1479 mort)
- Giovanni de Itro † (22 de desembre de 1479 - 15 d'abril de 1480 mort)
- Guiliano Mirto Frangipani † (16 de juny de 1480 - 1499 mort)
- Sigismondo Pappacoda † (10 de maig de 1499 - 3 de novembre de 1536 mort)
- Giovanni Antonio Pappacoda † (1536 - 1538 mort)
  - Innocenzo Cybo † (6 de febrer de 1538 - 14 de juny de 1538 renuncià) (administrador apostòlic)
  - Girolamo Ghinucci † (19 de juny de 1538 - 6 de juliol de 1541 mort) (administrador apostòlic)
- Giovanni Poggio † (4 d'octubre de 1541 - 6 de febrer de 1556 renuncià)
- Gian Matteo di Luca Luchi † (6 de febrer de 1556 - 22 de juny de 1558 mort)
- Pompeo Piccolomini † (26 de gener de 1560 - 3 de maig de 1562 mort)
- Francisco Aguirre † (15 de novembre de 1564 - ? mort)
- Felice Rossi † (5 de juliol de 1566 - 18 de març de 1567 mort)
- Girolamo Rustici † (26 de juny de 1570 - 31 de març de 1593 renuncià)
- Tommaso Calvi † (30 d'abril de 1593 - 29 d'agost de 1613 mort)
- Fabrizio Caracciolo † (4 de maig de 1615 - 11 de gener de 1626 mort)
- Ambrogio Cordova, O.P. † (20 de juny de 1633 - 9 de juny de 1638 mort)
- Benedetto Mandina, C.R. † (14 de juliol de 1642 - 31 de maig de 1646 mort)
- Juan Lozano, O.E.S.A. † (17 de desembre de 1646 - 29 de maig de 1656 nomenat bisbe de Mazara del Vallo)
- Carlo Maranta † (24 de setembre de 1657 - 26 de gener de 1664 mort)
- Lodovico Morales, O.S.A. † (7 de febrer de 1667 - 10 de gener de 1681 mort)
- Girolamo Borgia † (12 de gener de 1682 - 11 d'agost de 1683 mort)
- Francisco de Figueroa, O.S.A. † (9 d'abril de 1685 - 4 d'octubre de 1691 mort)
- Teofilo Testa, O.F.M. † (25 de juny de 1692 - 21 d'octubre de 1696 mort)
  - Giovanni Bonella † (1696 - 1696 mort) ?
- Juan Lorenzo Ibáñez, O.S.A. † (14 de gener de 1697 - 21 d'octubre de 1726 mort)
- Angelico Viglini, O.F.M.Cap. † (12 d'abril de 1728 - 16 de maig de 1731 mort)
- Gennaro Guglielmi † (17 de desembre de 1731 - 12 de març de 1751 renuncià)
- Felix de Pau † (15 de març de 1751 - 6 de novembre de 1782 mort)
- Giovanni Vincenzo Monforte † (18 de desembre de 1786 - 29 de gener de 1798 nomenat bisbe de Nola)
- Gerardo Mele † (29 de gener de 1798 - 6 de febrer de 1817 mort)

### Bisbes de Nicotera
- Proculo † (inicis de 596 - finals de 599)
- Sergio † (citat el 787)
  - Sede soprimida
- Giacomo da Sant'Angelo, O.S.A. † (16 d'agost de 1392 - ?)
- Pietro † (? - vers 1415 mort)
- Clemente da Napoli, O.Carm. † (28 d'abril de 1415 - 1423 mort)
- Floridato Surpando † (29 de gener de 1423 - ? mort)
- Giovanni (Francesco ?) † (4 de març de 1444 - ? mort)
- Francisco Albrancha † (14 de juny de 1452 - ? mort)
- Pietro Balbo † (18 de gener de 1462 - ? mort) (legittimo)
- Nicolò Guidiccioni † (17 de setembre de 1479 - 1487 mort)
- Antonio Lucidi † (1 de juny de 1487 - 8 de febrer de 1490 nomenat bisbe de Nicastro)
- Arduino Santaleoni † (8 de febrer de 1490 - finals de 1517)
- Giulio Cesare de Gennaro I † (finals de 1517 - 1528 renuncià)
  - Pompeo Colonna † (30 d'octubre de 1528 - 5 de desembre de 1530 renuncià) (administrador apostòlic)
- Princisvalle de Gennaro † (5 de desembre de 1530 - ? mort)
- Camillo de Gennaro † (12 de desembre de 1539 - 1542 mort)
- Giulio Cesare de Gennaro II † (15 de març de 1542 - 1573 mort)
- Leonardo Liparola † (30 de març de 1573 - 1578 mort)
- Luca Antonio Resta † (11 d'agost de 1578 - 27 d'abril de 1582 nomenat bisbe d'Andria)
- Ottaviano Capece † (21 de maig de 1582 - 1616 mort)
- Carlo Pinti † (1616 - 16 de juliol de 1644 mort)
- Camillo Baldi † (6 de març de 1645 - 1650 mort)
- Ludovico Centofiorini † (2 de maig de 1650 - 1650 o 1651 mort)
- Ercole Coppola † (22 de maig de 1651 - 1658 ? mort)
- Francesco Cribario † (6 de maig de 1658 - 3 de març de 1667 mort)
- Giovanni Biancolella † (22 d'agost de 1667 - 5 o 6 de febrer de 1669 mort)
- Francesco Arrigua, O.M. † (6 d'octubre de 1670 - novembre de 1690 mort)
- Bartolomeo Riberi, O. de M. † (12 de novembre de 1691 - 8 de desembre de 1702 mort)
- Antonio Manso, O.M. † (1 d'octubre de 1703 - novembre de 1713 mort)
  - Sede vacante (1713-1718)
- Gennaro Mattei, O.M. † (10 de gener de 1718 - gener de 1725 mort)
- Alberto Gualtieri, O.F.M.Disc. † (21 de febrer de 1725 - d'octubre de 1726 mort)
- Paolo Collia, O.M. † (23 de desembre de 1726 - 19 o 27 de juliol de 1735 mort)
- Francesco de Novellis † (2 de desembre de 1735 - 27 de gener de 1738 nomenat bisbe de Sarno)
- Eustachio Entreri, O.M. † (3 de març de 1738 - 11 de març de 1745 mort)
- Francesco Franco † (10 de maig de 1745 - 20 o 21 d'abril de 1777 mort)
- Francesco Antonio Attaffi † (23 de juny de 1777 - 4 de març de 1784 mort)
- Giuseppe Vincenzo Marra † (27 de febrer de 1792 - 16 de gener de 1816 mort)

### Bisbes de Nicotera i Tropea
- Giovanni Tomasuolo † (21 de desembre de 1818 - 21 de juny de 1824 renuncià)
- Nicola Antonio Montiglia † (27 de setembre de 1824 - 30 de novembre de 1826 mort)
- Mariano Bianco † (9 d'abril de 1827 - 30 de setembre de 1831 nomenat arquebisbe d'Amalfi)
- Michele Franchini † (2 de juliol de 1832 - 24 de maig de 1854 mort)
- Filippo de Simone † (23 de març de 1855 - 13 de desembre de 1889 mort)
- Domenico Taccone-Gallucci † (13 de desembre de 1889 - 21 de juliol de 1908 renuncià)
- Giuseppe Maria Leo † (23 de juny de 1909 - 17 de gener de 1920 nomenat arquebisbe de Trani i Barletta)
- Felice Cribellati † (9 de juny de 1921 - 1 de febrer de 1952 mort)
- Agostino Saba † (25 d'agost de 1953 - 16 de març de 1961 nomenat arquebisbe de Sàsser)
- Giuseppe Bonfiglioli † (29 de març de 1961 - 9 de novembre de 1963 nomenat arquebisbe coadjutor de Siracusa)
- Vincenzo De Chiara † (11 de juliol de 1973 - 5 de març de 1979 jubilat)
- Domenico Tarcisio Cortese, O.F.M. † (15 de juny de 1979 - 30 de setembre de 1986 nomenat bisbe de Mileto-Nicotera-Tropea)

### Bisbes de Mileto-Nicotera-Tropea
- Domenico Tarcisio Cortese, O.F.M. † (30 de setembre de 1986 - 28 de juny de 2007 jubilat)
- Luigi Renzo, des del 28 de juny de 2007

## Estadístiques
A finals del 2004, la diòcesi tenia 160.000 batejats sobre una població de 166.000 persones, equivalent al 96,4% del total.
| any                               | població | població | població | sacerdots | sacerdots       | sacerdots       | sacerdots             | diaques | religiosos | religiosos | parroquies |
| --------------------------------- | -------- | -------- | -------- | --------- | --------------- | --------------- | --------------------- | ------- | ---------- | ---------- | ---------- |
| any                               | batejats | total    | %        | total     | clergat secular | clergat regular | batejats por sacerdot | diaques | homes      | dones      |            |
| diòcesi de Mileto                 |          |          |          |           |                 |                 |                       |         |            |            |            |
| 1950                              | 399.000  | 400.000  | 99,8     | 276       | 237             | 39              | 1.445                 |         | 60         | 230        | 132        |
| 1970                              | 301.200  | 302.000  | 99,7     | 203       | 172             | 31              | 1.483                 |         | 39         | 277        | 141        |
| 1980                              | 131.000  | 133.855  | 97,9     | 104       | 89              | 15              | 1.259                 |         | 16         | 80         | 88         |
| diòcesi de Nicotera e Tropea      |          |          |          |           |                 |                 |                       |         |            |            |            |
| 1950                              | 84.905   | 85.000   | 99,9     | 137       | 122             | 15              | 619                   |         | 22         | 54         | 74         |
| 1970                              | 36.754   | 36.754   | 100      | 38        | 26              | 12              | 967                   |         | 13         | 45         | 45         |
| 1980                              | 31.500   | 33.691   | 93,5     | 50        | 37              | 13              | 630                   |         | 14         | 48         | 43         |
| diòcesi de Mileto-Nicotera-Tropea |          |          |          |           |                 |                 |                       |         |            |            |            |
| 1990                              | 161.500  | 166.500  | 97,0     | 139       | 110             | 29              | 1.161                 | 1       | 31         | 140        | 129        |
| 1999                              | 160.000  | 166.000  | 96,4     | 131       | 103             | 28              | 1.221                 | 4       | 30         | 130        | 129        |
| 2000                              | 160.000  | 166.000  | 96,4     | 129       | 102             | 27              | 1.240                 | 4       | 30         | 130        | 130        |
| 2001                              | 160.000  | 166.000  | 96,4     | 135       | 104             | 31              | 1.185                 | 5       | 34         | 130        | 130        |
| 2002                              | 160.000  | 166.000  | 96,4     | 137       | 106             | 31              | 1.167                 | 7       | 43         | 130        | 130        |
| 2003                              | 160.000  | 166.000  | 96,4     | 143       | 112             | 31              | 1.118                 | 7       | 35         | 130        | 131        |
| 2004                              | 160.000  | 166.000  | 96,4     | 141       | 111             | 30              | 1.134                 | 7       | 35         | 130        | 131        |

### Per Mileto
- Vito Capialbi, Memorie per servire alla storia della Santa Chiesa miletese, Napoli 1835 (Ristampa anastatica a cura di V. F. Luzzi, Polistena : Opera pia S. Francesco di Paola, 1980) (italià)
- Història del seminari de Mileto[Enllaç no actiu] (italià)
- Pius Bonifacius Gams, Series episcoporum Ecclesiae Catholicae, Leipzig 1931, pp. 896–897(llatí)
- Konrad Eubel, Hierarchia Catholica Medii Aevi, vol. 1 Arxivat 2019-07-09 a Wayback Machine., pp. 340–341; vol. 2 Arxivat 2018-10-04 a Wayback Machine., p. 192; vol. 3 Arxivat 2019-03-21 a Wayback Machine., p. 244; vol. 4 Arxivat 2018-10-04 a Wayback Machine., p. 242; vol. 5, p. 267; vol. 6, p. 288(llatí)
- Butlla Supernae miserationis Arxivat 2016-03-03 a Wayback Machine. (llatí) (italià)
- Sigillum Aureum (llatí) (italià)
- Decret Quo aptius, AAS 71 (1979), pp. 1360–1361 (llatí)

### Per Nicotera
- Dades publicades a www.catholic-hierarchy.org a la pàgina Diocese of Nicotera (anglès)
- Pius Bonifacius Gams, Series episcoporum Ecclesiae Catholicae, Leipzig 1931, p. 906(llatí)
- Konrad Eubel, Hierarchia Catholica Medii Aevi, vol. 1 Arxivat 2019-07-09 a Wayback Machine., p. 366; vol. 2 Arxivat 2018-10-04 a Wayback Machine., p. 203; vol. 3 Arxivat 2019-03-21 a Wayback Machine., p. 258; vol. 4 Arxivat 2018-10-04 a Wayback Machine., p. 260; vol. 5, pp. 289–290; vol. 6, pp. 310–311(llatí)
- Butlla De utiliori, in Bullarii romani continuatio, Tomo XV, Romae 1853, pp. 56–61(llatí)

### Per Tropea
- Dades publicades a www.catholic-hierarchy.org a la pàgina Diocese of Tropea (anglès)
- Vito Capialbi, Memorie per servire alla storia della Santa Chiesa Tropeana, Napoli 1852 (italià)
- Pius Bonifacius Gams, Series episcoporum Ecclesiae Catholicae, Leipzig 1931, pp. 937–938 (llatí)
- Konrad Eubel, Hierarchia Catholica Medii Aevi, vol. 1 Arxivat 2019-07-09 a Wayback Machine., p. 500; vol. 2 Arxivat 2018-10-04 a Wayback Machine., p. 257; vol. 3 Arxivat 2019-03-21 a Wayback Machine., pp. 319–320; vol. 4 Arxivat 2018-10-04 a Wayback Machine., p. 347; vol. 5, p. 392; vol. 6, p. 419(llatí)